# Хант, Гарет
Га́рет Хант (англ. Garet Hunt; 14 октября 1987; Мейпл-Ридж, Британская Колумбия, Канада) — канадский хоккеист, тафгай, крайний нападающий.

### Клубная карьера
На юниорском уровне выступал за «Чиллиуок Чифз» (BCHL, 2003—2005) и «Ванкувер Джайэнтз» (WHL, 2004—2008). Чемпион WHL сезона 2005/06.
Большую часть своей взрослой карьеру провёл в низших лигах США и Канады, в основном в ECHL. Сыграл 10 матчей в АХЛ в сезонах 2008/09 и 2010/11. За свою карьеру в ECHL провёл 702 игры и набрал 244 (102+142) очка, при этом набрал 2666 минут штрафа (статистика за июль 2019 г.). Является одним из самых грубых хоккеистов в истории этой лиги.
В июле 2019 года подписал двухлетний контракт с китайским клубом Континентальной хоккейной лиги «Куньлунь Ред Стар». 3 сентября 2019 года в дебютном матче в КХЛ за «Куньлунь», подрался с защитником «Салавата Юлаева» Алексеем Семёновым.